# Алексієвець Микола Миронович
Микола Миронович Алексіє́вець (нар. 10 лютого 1941, м. Дубровиця Рівненської області) — український учений-історик, педагог, доктор історичних наук (1987), професор (1989). Заслужений працівник освіти України (2000). Член ВУСК (2001). Чоловік Марії Алексієвець, батько Лесі Алексієвець.

## Життєпис
Закінчив історичний факультет Київського університету (1968). Працював старшим викладачем, доцентом Тернопільського фінансово-економічного інституту (нині — ЗУНУ; 1971—1977). Від 1977 — в Тернопільському педагогічному інституті (нині ТНПУ): 1977—1993]] — завідувач кафедри, проректор з навчальної роботи. Від 1993 — завідувач кафедри нової і новітньої історії та методики викладання історії, декан історичного факультету (1994—2006).

## Доробок
Автор майже 340 наукових і науково-методичних праць з проблем вітчизняної та всесвітньої історії, в тому числі:
- монографія «Курсом развитого социлизма: Деятельность СЕПГ по строительству социалистического общества в ГДР (1949—1989)» (К., 1987);
- монографій «Победа, изменившая мир» (К., 1990);
- «Діяльність „Просвіти“ у національно-культурному відродженні Східної Галичини 1868—1914» (Т., 1999; співавт.) та інші.

Член редакційної колегії 3-томного енциклопедичного видання «Тернопільщина. Історія міст і сіл».

## Державні нагороди
- Орден «За заслуги» III ступеня (24 серпня 2012) — за значний особистий внесок у соціально-економічний, науково-технічний, культурно-освітній розвиток Української держави, вагомі трудові здобутки, багаторічну сумлінну працю та з нагоди 21-ї річниці незалежності України[2]